# بورو ستجيبانوفيك
بورو ستجيبانوفيك هو ممثل بوسني (وحمل سابقاً جنسية جمهورية يوغوسلافيا الاشتراكية الاتحادية)، ولد في 8 مايو 1946 في البوسنة والهرسك.

## أعمال

### أفلام
- (2001) الأرض المحايدة[3]

## وصلات خارجية
- بورو ستجيبانوفيك على موقع IMDb (الإنجليزية)
- بورو ستجيبانوفيك على موقع قاعدة بيانات الأفلام العربية
- بورو ستجيبانوفيك على موقع ألو سيني (الفرنسية)
- بورو ستجيبانوفيك على موقع أول موفي (الإنجليزية)
- بورو ستجيبانوفيك على موقع قاعدة بيانات الأفلام السويدية (السويدية)
- بورو ستجيبانوفيك على موقع قاعدة بيانات الفيلم (الإنجليزية)
- بورو ستجيبانوفيك على موقع كينوبويسك (الروسية)